# Kolcowo
Kolcowo – osiedle typu miejskiego w Rosji, w obwodzie nowosybirskim. W 2010 roku liczyło 12 319 mieszkańców.